# Cedega
Cedega (dříve známá jako WineX) byla odnož Wine, vyvinutá společností TransGaming Technologies, vytvořená speciálně pro běh počítačových her, napsaných pro Microsoft Windows, pod operačním systémem Linux. Primární cíl bylo implementování rozhraní aplikačního programování DirectX.
Cedega fungovala na principu předplatného Cedega Gaming Service a pohybovala se kolem 5 dolarů za měsíc (minimální doba předplacení byly 3 měsíce).
WineX byl přejmenován na Cedega při vydání verze 4.0 22. června 2004.
Provoz služby Cedega Gaming Service byl ukončen 28. února 2011.